# Juxtandrianellus
Juxtandrianellus is een geslacht van eenoogkreeftjes uit de familie van de Anchimolgidae. De wetenschappelijke naam van het geslacht is voor het eerst geldig gepubliceerd in 1995 door Humes.

## Soorten
- Juxtandrianellus probus Humes, 1995